# 022
022 – debiutancki minialbum polsko-niemieckiego rapera Malika Montany, nagrany we współpracy ze szwedzkim kolektywem producenckim Dio Mudara. Wydawnictwo ukazało się 16 listopada 2018 nakładem wytwórni płytowej GM2L i Epic Records Germany w dystrybucji Sony Music Entertainment.
Pod względem muzycznym płyta utrzymywana jest w stylu hip-hop. Składa się z wersji standardowej (1 CD) oraz wersji deluxe (1 CD).
Nagrania były promowane singlami:„Trajkotka”, „Dla rodziny”, „Wyrosłem na blokach” oraz „One Night Stand”. 

## Lista utworów
Opracowano na podstawie materiału źródłowego.
| 022 – Wersja standardowa | 022 – Wersja standardowa | 022 – Wersja standardowa | 022 – Wersja standardowa | 022 – Wersja standardowa |
| Nr                       | Tytuł utworu             | Słowa                    | Muzyka                   | Długość                  |
| ------------------------ | ------------------------ | ------------------------ | ------------------------ | ------------------------ |
| 1.                       | „International”          | Mosa Ghwasi              | Dio Mudara               | 3:19                     |
| 2.                       | „Wyrosłem na blokach”    | Mosa Ghwasi              | Dio Mudara               | 2:55                     |
| 3.                       | „GM2L”                   | Mosa Ghwasi              | Dio Mudara               | 3:51                     |
| 4.                       | „Patrzcie”               | Mosa Ghwasi              | Dio Mudara               | 3:11                     |
| 5.                       | „One Night Stand”        | Mosa Ghwasi              | Dio Mudara               | 2:58                     |
| 6.                       | „Wstań”                  | Mosa Ghwasi              | Dio Mudara               | 2:48                     |
| 7.                       | „Pomnik”                 | Mosa Ghwasi              | Dio Mudara               | 2:59                     |
|                          |                          |                          |                          | 22:01                    |

| 022 – Wersja Deluxe | 022 – Wersja Deluxe   | 022 – Wersja Deluxe | 022 – Wersja Deluxe | 022 – Wersja Deluxe |
| Nr                  | Tytuł utworu          | Słowa               | Muzyka              | Długość             |
| ------------------- | --------------------- | ------------------- | ------------------- | ------------------- |
| 1.                  | „International”       | Mosa Ghwasi         | Dio Mudara          | 3:00                |
| 2.                  | „Wyrosłem na blokach” | Mosa Ghwasi         | Dio Mudara          | 3:37                |
| 3.                  | „GM2L”                | Mosa Ghwasi         | Dio Mudara          | 3:04                |
| 4.                  | „Patrzcie”            | Mosa Ghwasi         | Dio Mudara          | 3:25                |
| 5.                  | „One Night Stand”     | Mosa Ghwasi         | Dio Mudara          | 3:50                |
| 6.                  | „Wstań”               | Mosa Ghwasi         | Dio Mudara          | 4:06                |
| 7.                  | „Pomnik”              | Mosa Ghwasi         | Dio Mudara          | 2:44                |
| 8.                  | „Trajkotka”           | Mosa Ghwasi         | Oil Beatz · OLEK    | 2:14                |
| 9.                  | „Dla rodziny”         | Mosa Ghwasi         | 2K · OLEK           | 2:26                |
|                     |                       |                     |                     | 28:26               |

## Pozycje na listach sprzedaży

### Pozycje na listach tygodniowych
| Kraj   | Lista (2023)           | Najwyższa pozycja |
| ------ | ---------------------- | ----------------- |
| Polska | OLiS – albumy fizyczne | 43                |

## Certyfikaty i sprzedaż

### Single
| Kraj          | Tytuł                 | Certyfikat  | Sprzedaż | Data            |
| ------------- | --------------------- | ----------- | -------- | --------------- |
| Polska (ZPAV) | „Dla rodziny”         | złota płyta | 25 000+  | 20 maja 2020    |
| Polska (ZPAV) | „Wyrosłem na blokach” | złota płyta | 25 000+  | 20 maja 2020    |
| Polska (ZPAV) | „One Night Stand”     | złota płyta | 25 000+  | 7 sierpnia 2019 |

## Link zewnętrzny
- Okładka albumu